# Белавино (муниципальный округ Егорьевск)
Бела́вино — деревня в муниципальном округе Егорьевск Московской области России.

## География
Деревня Белавино расположена в юго-западной части муницпального округа Егорьевск, примерно в 24 километрах к юго-востоку от города Егорьевск. По западной окраине деревни протекает река Белавинка. Высота над уровнем моря 114 метров.

## Название
В письменных источниках деревня упоминается как починок Белавинский (1577 год), сельцо Белавино (1627 год).
Название связано с некалендарным личным именем Белава.

## История
До отмены крепостного права в России деревней владела помещица Алабова. После 1861 года деревня вошла в состав Круговской волости Егорьевского уезда. Приход находился в селе Круги.
В 1926 году деревня входила в Харинский сельсовет Лелеческой волости Егорьевского уезда.
До 1994 года Белавино входило в состав Бобковского сельсовета Егорьевского района, в 1994—2004 годы — Бобковского сельского округа, а в 1994—2006 годы — Раменского сельского округа.
До 2015 года входила в состав сельского поселения Раменское.
В 2015 году вошла в состав городского округа Егорьевск, образованного в том же году путем упразднения Егорьевского района и объединения всех его поселений в единый городской округ.

## Демография
В 1885 году в деревне проживало 69 человек, в 1905 году — 109 человек (49 мужчин, 60 женщин), в 1926 году — 157 человек (62 мужчины, 95 женщин). По переписи 2002 года — 2 человека (2 мужчин). Население — 0 человек (2010).
| 1859 | 1868 | 1885 | 1905 | 1926 | 2002 | 2006 |
| ---- | ---- | ---- | ---- | ---- | ---- | ---- |
| 135  | ↗158 | ↗181 | ↗240 | ↘157 | ↘2   | ↘1   |
| 2010 |      |      |      |      |      |      |
| ↘0   |      |      |      |      |      |      |